# ليام جيل
ليام جيل (بالإنجليزية: Liam Gill) هو لاعب اتحاد الرغبي أسترالي، ولد في 8 يونيو 1992 في ملبورن في أستراليا.

## وصلات خارجية
- ليام جيل عل موقع إسبنسكروم (الإنجليزية)
- ليام جيل على موقع ItsRugby.co.uk (الإنجليزية)
- ليام جيل على موقع اتحاد ألعاب الكومنولث (مؤرشف) (الإنجليزية)
- ليام جيل على موقع اتحاد ألعاب الكومنولث (مؤرشف) (الإنجليزية)